# Gerolama Orsini
Pour les articles homonymes, voir Orsini.
Gerolama Orsini, née en 1503 à Pitigliano et morte en 1570 à Viterbe est la fille de Ludovic comte de Pitigliano qui descendait d'une noble lignée ayant donné cinq papes et de Giulia di Giacomo Conti. Elle épousa Pierre Louis Farnèse en 1519. Les noces furent célébrées à Valentano et chantées en vers latin par Baldassarre Malosso de Casalmaggiore, célèbre humaniste et précepteur de Pierre Louis.
Les sources la décrivent comme une femme vertueuse et dévote, capable de vivre avec une extraordinaire noblesse d'âme aux côtés d'un mari génial mais dissolu.
De Pierre Louis, elle eut cinq enfants : 
- Alexandre (Alessandro) (1520), nommé cardinal par son grand-père Paul III à 14 ans,
- Victoire (Vittoria) (1521), épouse Guidobaldo II, duc d’Urbino,
- Octave (Ottavio) (1524), second duc de Parme et Plaisance,
- Ranuce (Ranuccio) (1530), cardinal,
- Horace (Orazio) (1532), second duc de Castro.

Veuve, elle quitta Plaisance et retourna dans le Latium. Elle mourut à soixante sept ans et elle fut enterrée dans le caveau de famille des Farnèse sur l'Île Bisentina.